# Stetten (Schaffhausen)
Stetten é uma comuna da Suíça, no Cantão Schaffhausen, com cerca de 1087 habitantes. Estende-se por uma área de 4,73 km², de densidade populacional de 230 hab/km². Confina com as seguintes comunas: Büttenhardt, Lohn, Sciaffusa (Schaffhausen), Thayngen.
A língua oficial nesta comuna é o Alemão.